# Мансійська мова
Мансі́йська мо́ва (історична назва вогу́льська, що походить від найменування річки Вогулки) — мова народу мансі, що заселяв здавна басейни лівих приток Обі, Іртишу та Тоболу (річки Північна Сосьва, Конда, Ляпін, Тавда, Пелим тощо). Мова належить до групи обсько-угорських мов у складі угорської підгілки фіно-угорських мов. Серед мансі частка осіб, що володіють (за самооцінкою) мансійською мовою як рідною, становить 37,1%. Російську мову вважають рідною 62% мансі, менше 1% мансі назвали рідними сибірсько-татарську, комі, хантийську, ненецьку мови.
Згідно з дослідженнями, найближча з усіх уральських мов до угорської. Схожість виявляється в лексиці, граматиці (форми приналежності) і фонетиці (мансійська мова зберегла довгі голосні).
Літературна норма заснована на сосьвинському діалекті північної діалектної групи та використовує кирилицю.

## Діалекти
В мансійській мові виділяють чотири основні діалектні групи, які значною мірою взаємно незрозумілі. Особливо сильні фонетичні відмінності між діалектами, розбіжності ж в морфології менш значні. Існують також певні лексичні відмінності: в північних діалектах, наприклад, є лексика пов'язана з оленярством, запозичена з ненецької, а у лексиці східних мансі присутні татарські запозичення. Взаєморозуміння між сосвинским, що є основою літературної мови, та кондійським діалектами майже неможливе.
Діалекти названі по річкам, вздовж яких живуть (жили) їх носії:

|  | Пелимський діалект          |
|  |                             |
|  | Північновагильський діалект |
|  |                             |
|  | Південновагильський діалект |
|  |                             |
|  | Нижньолозвинський діалект   |
|  |                             |
|  | Середньолозвинський діалект |
|  |                             |

|  | Нижньокондійський діалект   |
|  |                             |
|  | Середньокондійський діалект |
|  |                             |
|  | Верхньокондійський діалект  |
|  |                             |

|  | Пелимський діалект          |
|  |                             |
|  | Північновагильський діалект |
|  |                             |
|  | Південновагильський діалект |
|  |                             |
|  | Нижньолозвинський діалект   |
|  |                             |
|  | Середньолозвинський діалект |
|  |                             |

|  | Нижньокондійський діалект   |
|  |                             |
|  | Середньокондійський діалект |
|  |                             |
|  | Верхньокондійський діалект  |
|  |                             |

|  | Верньолозвинський діалект |
|  |                           |
|  | Сосьвинський діалект      |
|  |                           |
|  | Ляпинський діалект        |
|  |                           |
|  | Обський діалект           |
|  |                           |

|  | Пелимський діалект          |
|  |                             |
|  | Північновагильський діалект |
|  |                             |
|  | Південновагильський діалект |
|  |                             |
|  | Нижньолозвинський діалект   |
|  |                             |
|  | Середньолозвинський діалект |
|  |                             |

|  | Нижньокондійський діалект   |
|  |                             |
|  | Середньокондійський діалект |
|  |                             |
|  | Верхньокондійський діалект  |
|  |                             |

|  | Пелимський діалект          |
|  |                             |
|  | Північновагильський діалект |
|  |                             |
|  | Південновагильський діалект |
|  |                             |
|  | Нижньолозвинський діалект   |
|  |                             |
|  | Середньолозвинський діалект |
|  |                             |

|  | Нижньокондійський діалект   |
|  |                             |
|  | Середньокондійський діалект |
|  |                             |
|  | Верхньокондійський діалект  |
|  |                             |

|  | Верньолозвинський діалект |
|  |                           |
|  | Сосьвинський діалект      |
|  |                           |
|  | Ляпинський діалект        |
|  |                           |
|  | Обський діалект           |
|  |                           |

|  | Пелимський діалект          |
|  |                             |
|  | Північновагильський діалект |
|  |                             |
|  | Південновагильський діалект |
|  |                             |
|  | Нижньолозвинський діалект   |
|  |                             |
|  | Середньолозвинський діалект |
|  |                             |

|  | Нижньокондійський діалект   |
|  |                             |
|  | Середньокондійський діалект |
|  |                             |
|  | Верхньокондійський діалект  |
|  |                             |

|  | Пелимський діалект          |
|  |                             |
|  | Північновагильський діалект |
|  |                             |
|  | Південновагильський діалект |
|  |                             |
|  | Нижньолозвинський діалект   |
|  |                             |
|  | Середньолозвинський діалект |
|  |                             |

|  | Нижньокондійський діалект   |
|  |                             |
|  | Середньокондійський діалект |
|  |                             |
|  | Верхньокондійський діалект  |
|  |                             |

|  | Верньолозвинський діалект |
|  |                           |
|  | Сосьвинський діалект      |
|  |                           |
|  | Ляпинський діалект        |
|  |                           |
|  | Обський діалект           |
|  |                           |

|  | Пелимський діалект          |
|  |                             |
|  | Північновагильський діалект |
|  |                             |
|  | Південновагильський діалект |
|  |                             |
|  | Нижньолозвинський діалект   |
|  |                             |
|  | Середньолозвинський діалект |
|  |                             |

|  | Нижньокондійський діалект   |
|  |                             |
|  | Середньокондійський діалект |
|  |                             |
|  | Верхньокондійський діалект  |
|  |                             |

|  | Пелимський діалект          |
|  |                             |
|  | Північновагильський діалект |
|  |                             |
|  | Південновагильський діалект |
|  |                             |
|  | Нижньолозвинський діалект   |
|  |                             |
|  | Середньолозвинський діалект |
|  |                             |

|  | Нижньокондійський діалект   |
|  |                             |
|  | Середньокондійський діалект |
|  |                             |
|  | Верхньокондійський діалект  |
|  |                             |

|  | Верньолозвинський діалект |
|  |                           |
|  | Сосьвинський діалект      |
|  |                           |
|  | Ляпинський діалект        |
|  |                           |
|  | Обський діалект           |
|  |                           |

Північномансійська група зазнала сильного впливу російської, комі, ненецької та північнохантийської мов. Вона не має знахідного відмінка (тотожний називному). Фонеми */æ/ та */æː/ перейшли в [a] та [aː].
Західномансійська група вимерла приблизно в 2000-х роках. Вона зазнавала сильного впливу російської та комі мов. Довгі голосні були дифтонгізовані.
Східномансійська група зазнала хантийського та татарського впливу. Присутній сингармонізм. Фонема */æː/ перейшла в [œː]. Поширена дифтонгізація. Налічує 100–200 мовців.
Південномансійська група вимерла приблизно в 1900-х роках. Мала гармонію голосних та зазнала сильного татарського впливу. Зберігала деякі архаїчні риси як збереження /y/ (в інших діалектах злилося з */æ/), /tsʲ/ (в інших діалектах перетворилося на /sʲ/), та /aː/ (в інших діалектах стало /oː/).

## Фонологія
Кількість голосних в діалектах мансійської мови дуже різниться. В західних та східних діалектних групах, на відміну від північної, в якій поширена редукція, розрізняють до 18-19 наголошених голосних. Сосьвинський діалект, що є основою літературної норми, має в значній мірі симетричну систему з 8 голосних. Розрізняються довгі та короткі голосні, однак вони рідко грають змістовну роль. Майже повністю відсутні дзвінкі приголосні, що є архаїчною рисою (в угорській смислове розмежування приголосних за дзвінкістю-глухістю з'явилося, імовірно, під тюркським та слов'янським впливом). Основний наголос завжди падає на перший склад, крім того, всі наступні непарні склади виділяються другорядними наголосами.
|              | Губні | Ясенні | (Ясенно-) Піднебінні | Заясенні | Задньоязикові | Задньоязикові   |
| Неогублені   | Губні | Ясенні | (Ясенно-) Піднебінні | Заясенні | Огублені      |                 |
| ------------ | ----- | ------ | -------------------- | -------- | ------------- | --------------- |
| Носові       | /m/ м | /n/ н  | /nʲ/ нь              |          | /ŋ/ ӈ         | /ŋʷ/ ӈв         |
| Проривні     | /p/ п | /t/ т  | /tʲ/ ть              |          | /k/ к         | /kʷ/ кв         |
| Африкати     |       |        | /tsʲ/ ~ /sʲ/ сь      |          |               |                 |
| Щілинні      |       | /s/ с  | /tsʲ/ ~ /sʲ/ сь      | /ʃ/ ш    | /x/ /ɣ/ х г   | /xʷ/ *ɣʷ хв (в) |
| Напівголосні |       |        | /j/ й                |          |               | /w/ ў, в        |
| Бічні        |       | /l/ л  | /lʲ/ ль              |          |               |                 |
| Тремтячі     |       | /r/ р  |                      |          |               |                 |

Зауваження:
1. ↑  Фонема /tsʲ/ була представлена лише в південномансійській та відповідає /sʲ/ в інших діалектах.
2. ↑  Фонема /ʃ/ відсутня в більшості діалектів північної та східної груп (злилася з /s/).
3. 1 2  Глухі задньопіднебінні щілинні /x/ та /xʷ/ зустрічаються лише в північній групі та нижньокондійському діалекті східної групи. Вони є результатом мутації *k та *kʷ, прилеглих до оригінальних задньорядних голосних.
4. ↑  Реконструюється різниця між *w та *ɣʷ, але вона не засвідчена в діалектах.

|          | Неогублені    | Огублені      |
| -------- | ------------- | ------------- |
| Закриті  | /i/ ы/и       | /u/, /uː/ у/ю |
| Середні  | /eː/ э/е      | /o/, /oː/ о/ё |
| Відкриті | /a/, /aː/ а/я | /a/, /aː/ а/я |

|          | Нередуковані | Редуковані |
| -------- | ------------ | ---------- |
| Закриті  | i ы/и        |            |
| Середні  | e э/е        | ə          |
| Відкриті | a а/я        |            |

## Писемність
Після кількох спроб, здійснених у середині XIX — початку XX ст., 1931 році було створено писемність на основі латинської графіки, а 1938 році переведено на кириличну графіку. 1980 році була здійснена реформа писемності, зокрема введено знаки для розрізнення довготи голосних.
Мансійська мова є предметом вивчення в початковій школі. З 1989 року видається газета «Лӯимā сэрипос». До цього матеріали мансійською мовою публікувались у переважно хантомовній газеті «Ленин пант хуват».

## Граматика
Мансійська належить до аглютинативних мов суфіксального типу з порядком слів SOV. Префікси присутні тільки у дієслів. Іменники змінюються за числами (однина, множина та двоїна), відмінками (6 відмінків) та приналежністю (9 форм). В мансійській немає граматичного роду. В словотворенні розвинуте словоскладання.
Приналежність предмета до тієї чи іншої особи виражається за допомогою особисто-присвійних суфіксів: хап (укр. човен) — хапум (укр. мій човен); саграп (укр. сокира) — саграпын (укр. твоя сокира). В ролі відносних прикметників можуть виступати іменники: туи павыл (літні юрти; туи — літо); нэ маснут (жіночий одяг; не — жінка). Прикметники в мансійській не змінюються ані за числами, ані за відмінками.

### Відмінки та числа іменника
На прикладі слова пут (укр. казан).
| Відмінок             | Питання                           | Однина | Двоїна   | Множина  |
| -------------------- | --------------------------------- | ------ | -------- | -------- |
| Називний / Загальний | Що? Хто? Бачиш кого/що?           | пут    | путыг    | путэт    |
| Спрямувальний        | Куди? Кому?                       | путн   | путыгн   | путэтн   |
| Місцевий             | Де?                               | путт   | путыгт   | путэтт   |
| Відкладний           | Звідки? Від кого?                 | путнэл | путыгнэл | путэтнэл |
| Орудний              | Чим? Ким? З чим? З ким?           | путэл  | путыгтэл | путэтэл  |
| Перетворювальний     | Чим став? Ким став? Чим є? Ким є? | путыг  | —        | —        |

## Цікаві факти
Слово мамонт походить від мансійського «манг онт» — «земляний ріг». Через російську мову це мансійське слово потрапило в більшість європейських мов (у англ. Mammoth). Слово пов'язується також з якутським mamut похідним від mamma — «земля», оскільки якути вважали, що мамонти живуть в землі.